# Dolichoprosopus incensus
Dolichoprosopus incensus là một loài bọ cánh cứng trong họ Cerambycidae.